# San Juan (hrabstwo Starr)
San Juan – jednostka osadnicza w Stanach Zjednoczonych, w stanie Teksas, w hrabstwie Starr.